# Durack River
Der Durack River ist ein Fluss in der Region Kimberley im Nordosten des australischen Bundesstaates Western Australia.

## Geografie
Der Fluss entspringt am Südende der Durack Ranges und fließt dann entlang an der Westseite der Blue Face Ranges nach Norden. Westlich der Geisterstadt Durack River unterquert er die Gibb River Road und wendet seinen Lauf nach Nordosten. Kurz vor der Mündung des Pentecost River in den West Arm des Cambridge Gulf mündet der Durack River in den Pentecost River.

### Nebenflüsse mit Mündungshöhen
- Wood River – 358 m
- Three Mile Creek – 349 m
- Coles Creek – 339 m
- Jerry Creek – 326 m
- Karunjie Creek – 314 m
- Cockatoo Creek – 307 m
- Lambo Creek – 302 m
- Royston Creek – 294 m
- Chapman River – 293 m
- Tommy Creek – 280 m
- Ellenbrae Creek – 277 m
- Bamboo Creek – 224 m
- Nyia Creek – 66 m
- Koolawerii Creek – 18 m
- Wilson Creek – 3 m

(Quelle:)

## Namensherkunft
Der Fluss wurde 1882 vom Landvermesser John Pentecost nach dem Pionier der Kimberleys Michael Durack benannt. Er war der Chef Pentecosts und der erste Europäer, der den Fluss überquerte.